# 伊藤豊明
伊藤 豊明（いとう とよあき、1958年5月25日 - ）は、愛媛県今治市出身の元競輪選手。現役時代は日本競輪選手会愛媛支部所属、ホームバンクは松山競輪場。日本競輪学校（当時）第41期生。同期には井上茂徳らがいる。師匠は越智淳三郎。

## 来歴

### ゲリラ戦法
デビュー戦は1978年5月13日の、ホームバンク・松山競輪場で迎え、初勝利も同日。また、同開催完全優勝を果たす。
5年後の1982年に開催された高松宮杯競輪では決勝に進出するも6番車で、全く人気がなかったが、直線に入って鋭く後方から脚を伸ばし、完全優勝目前と見られた尾崎雅彦をゴール前差し切って、自身も思いがけない特別競輪（現在のGI）での優勝を果たす。予選では伊藤を連れた越智祥泰が500バンクの赤板前から２車で後続をぶっ千切って飛び出す（暴走失格）逃げに乗って一着で通過、審議にはかかったものの、連に絡んだ伊藤は暴走にはならずセーフ。ここからこの開催での伊藤のツキが始まった、決勝では伊藤自身、ラインを組んでの競走ができなかったことから、いわゆるゲリラ戦法という、ラインの切れ目を狙って好位置を確保し、直線に入って一気に勝負をつけるという走り方を試みた結果、それが見事に当たった。当時は四国勢といえば選手層も薄く、そのため、以後も伊藤はゲリラ戦法を駆使した戦いを続けることになる。
しかも伊藤は、この優勝を期に力をつけ、2年後の1984年あたりからはGI決勝の常連として君臨。1985年が初開催となったKEIRINグランプリ'85（立川競輪場）でも9名の選手の内の一人として選出された。

### 非情の番手捲り
翌1986年、伊藤は2つめのGIタイトルを得ることになる。岡山の本田晴美が台頭してきて、同年のオールスター競輪決勝では本田の番手に入ることになった。果敢にホームから逃げた本田に対し、伊藤はがっちりと番手を固めた。佐々木昭彦 - 井上茂徳 - 中野浩一を引き連れた野原哲也を野原の同期・本田が突っ張りきると、伊藤の後ろに入った小門洋一と切り替えた井上で競りになる。伊藤の後ろが見えにくかったためか、最終2センター付近において、本田はその時点で流してしまったこともあって、伊藤は本田に力がなくなったと思って、本田を番手捲りした。伊藤はそのまま押し切って優勝を果たしたが、レース後、8着に終わった本田が暗に伊藤の番手捲りを批判。また伊藤も後日、「オールスターでは本田君に悪いことをした。」と謝罪表明する羽目になった。また小門洋一もレース前のコメントでは本田と同地区の伊藤に番手を譲ると言明していたが、レース後「伊藤が番手捲りに行くのなら、自分が本田の番手を競るべきだった。」と戦法を後悔したという。なお本田と小門は結局特別競輪のタイトルは無縁だった。
競輪を題材にした漫画『ギャンブルレーサー』作者の田中誠は後年、オールスター競輪のビデオを見直した際に、伊藤が振り向いた時、高橋健二が捲りを放っており、それを見た後で番手捲りをしたことに気が付き、本人に確認をすると、伊藤は「あの後ろ振り向いた瞬間、誰だったかはわかんなかったけど、確かに捲りが来たのが見えたんだ。あの時やっぱ思ったのよ。モタモタして丸呑みされっちゃったら何にもならねえ。ハル(本田晴美)だって無駄死にさせちまう…」と答えている。
1988年、現在の共同通信社杯競輪のルーツである、競輪発祥40周年記念レース「ルビーカップ・チャンピオン杯」（平塚競輪場）に出場。道中は中野浩一 - 井上茂徳 - 伊藤で進み、打鐘で中野をイン切り後、滝澤正光の番手に飛びつき、直線で滝澤を差し、見事初代優勝者に輝いた。
伊藤のGIタイトル獲得は2つであったが、以後も1997年頃まではGIには常時出場。その後は現役選手の傍ら、愛媛支部の支部長の職に就くなど、選手会の仕事にも尽力した。
2008年3月31日、ホームバンクの松山で行われたA級決勝戦（8着）を現役ラストレースとした。
2008年4月10日、選手登録消除。通算戦績は2456戦405勝、優勝64回（うちGI2回）。
松山競輪場では伊藤の功績を称え、2008年から冠レースとして伊藤豊明杯争奪戦が行われている。
2018年2月1日付で、日本名輪会入りした。

## 主な獲得タイトルと記録
- 1982年 - 第33回高松宮杯競輪（大津びわこ競輪場）
- 1986年 - 第29回オールスター競輪（平競輪場）

## 主な弟子
- 菊池仁志（47期）
- 松田孝志（55期）
- 梶應弘樹（57期）